# 南亞英語
南亞英語（英語：South Asian English）是南亞地區使用的英語。英語在17世紀初傳入南亞，並隨後在大英帝國的長期統治下獲得強化。今日，南亞英語是33萬人的第二語言，佔區域總人口的3%。南亞英語有時被稱為「印度英語」，由於英屬印度涵蓋此一區域，但今日多以現代國家進行區分：
- 孟加拉英語
- 印度英語
- 尼泊爾英語
- 巴基斯坦英語
- 斯里蘭卡英語

## 腳註
1. ↑  Baumgardner, p. 1